# تیم ملی فوتبال زیر ۲۱ سال یوگسلاوی
تیم ملی فوتبال زیر ۲۱ سال یوگسلاوی (انگلیسی: Yugoslavia national under-21 football team) یا تیم ملی فوتبال جوانان یوگسلاوی، نماینده کشور یوگسلاوی در مسابقات فوتبال جوانان اروپا و جهان بود که زیر نظر اتحادیه فوتبال یوگسلاوی فعالیت می‌کرد.
از افتخارات این تیم میتوان به کسب مقام قهرمانی در مسابقات زیر ۲۱ سال اروپا ۱۹۷۸ اشاره کرد.